# Walter Augustin Villiger

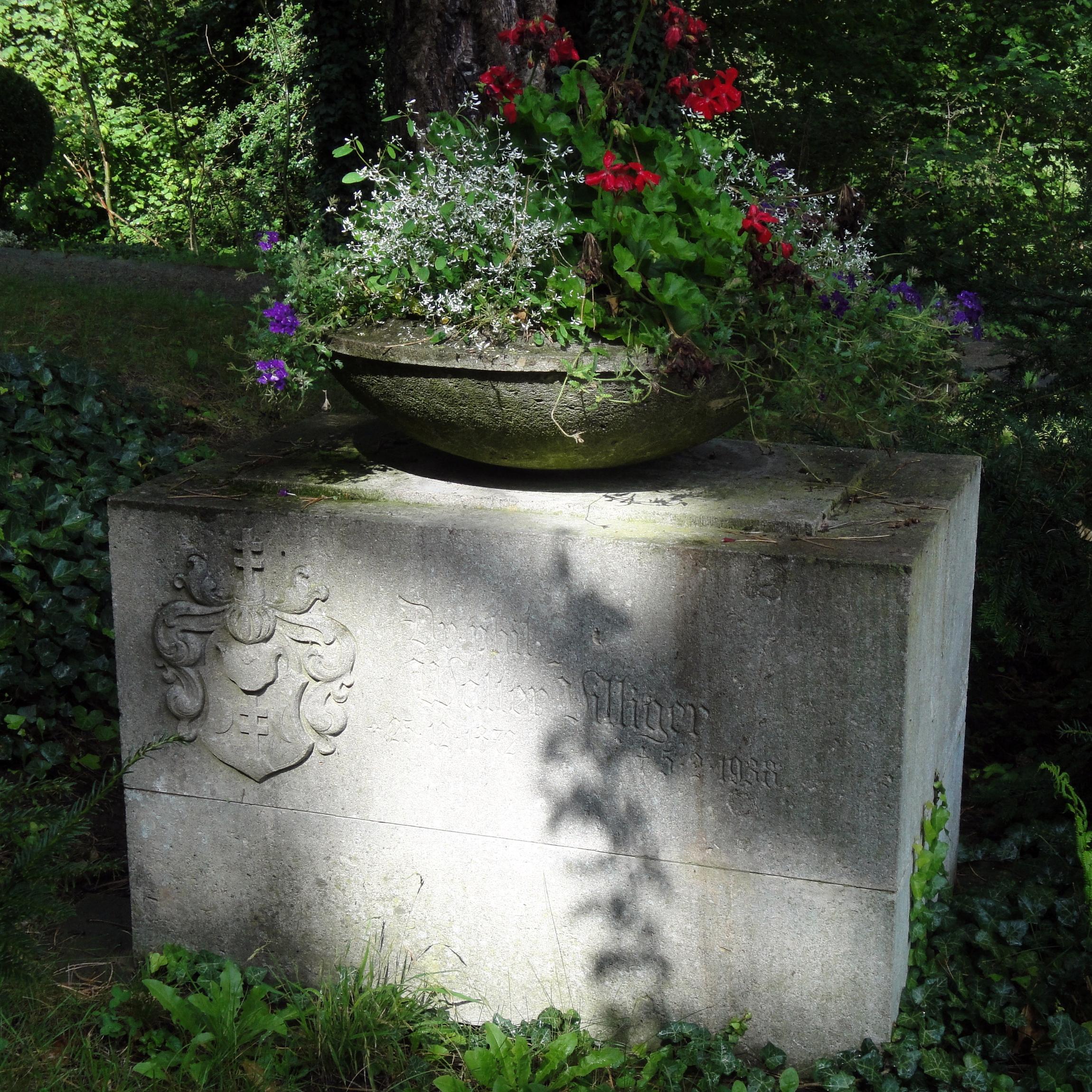
Grab von Walter Villiger auf dem Nordfriedhof in Jena

Josef Augustin Walter, auch Walther, Augustin Villiger (* 25. Dezember 1872 in Lenzburg, Schweiz; † 5. Februar 1938 in Jena, Deutschland) war ein deutsch-schweizerischer Astronom und Ingenieur bei Carl Zeiss.

## Leben
Walter Villiger war ein Sohn des Stadtammanns und späteren Ehrenbürger von Lenzburg, Fidel Villiger (1842–1906) und Gertrud, geb. Keller.
Von 1889 bis 1892 besuchte Villiger die Kantonsschule in Aarau. Nach dem Beginn eines Studiums an dem Polytechnikum Zürich, wechselte er für ein Studium der Astronomie und der exakten Naturwissenschaften an die Universität München. Von 1896 bis 1901 führte er dort als Assistent von Hugo von Seeliger Beobachtungen mit dem Refraktor der Sternwarte München durch. Er entdeckte unter anderem am 18. November 1897 den Asteroid (428) Monachia. Während eines wissenschaftlichen Aufenthalts in Heidelberg im November 1938 lernte er Max Wolf kennen, welche in der Folge eine enge Freundschaft verband. 1899 wurde Villiger bei von Seeliger mit der Arbeit Über die Rotationsdauer der Venus zum Dr. phil. promoviert. Anschließend wurde er Observator an der Erdmagnetischen Station München.
Ab Oktober 1902 arbeitete er als wissenschaftlicher Mitarbeiter in der astronomischen Abteilung von Max Pauly bei Carl Zeiss. Sein Aufgabengebiet war die astronomische Prüfung der Fernrohre. Hierfür baute er den damals größte und modernste Astroprüfraum bei Zeiss auf und konnte durch verbesserte Prüfverfahren der Linsen und Teleskopspiegel eine Verbesserung der astronomischen Geräte erreichen. Zusätzlich befasste er sich ab 1910 mit Beobachtungen von der Forststernwarte bei Jena. Mit Kriegsbeginn wechselte er das Feld von der astronomischen Beobachtung zur Optik mit Fokus auf Scheinwerfer, Lampen und Spiegel.
Ab 1917 übernahm er als Nachfolger von Max Pauly die Astro-Abteilung. Später entwickelte Villiger für Zeiss einen Planetariumprojektor, welches 1925 Grundlage für das erste Projektorplanetarium für das Deutsche Museum in München war. In der Folge war er bei der Weiterentwicklung besonders bzgl. der Beschreibungstexte und Darstellungsmethoden eingebunden und veröffentlichte 1926 das Buch Das Zeiss-Planetarium. Das Buch wurde in zahlreiche Sprachen übersetzt und in mindestens 14 Auflagen bis 1932 publiziert.
Er ist auf dem Nordfriedhof in Jena begraben.
Der Asteroid (1310) Villigera ist nach ihm benannt.